# إيحاء ذاتي

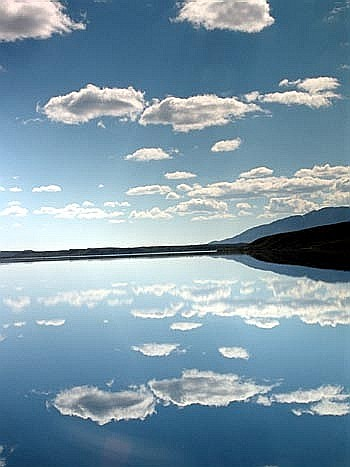

الإيحاء الذاتي (بالإنجليزية: Autosuggestion) هو تقنية نفسية تتعلق بتأثير الدواء الوهمي، تم تطويره بواسطة الصيدلي إميل كويل في بداية القرن العشرين. وهو شكل من أشكال الاقتراح الذاتي الذي يوجه فيه الأفراد أفكارهم أو مشاعرهم أو سلوكهم. غالبًا ما تستخدم هذه التقنية في التنويم المغناطيسي الذاتي.

## أنواع الإيحاءات الذاتية
حدد إميل كويل نوعين مختلفين من الإيحاءات الذاتية:
- متعمد، «إيحاء ذاتي عاكس»: يتم من خلال جهد مدروس ووعي.
- غير متعمد، " إيحاء ذاتي تلقائي": وهي "ظاهرة طبيعية في حياتنا العقلية، تحدث بدون جهد واعٍ وتؤثر بطريقة متناسبة مع اهتمامنا.[1]